# Zračna luka Abu Musa
Zračna luka Abu Musa (IATA kod: AEU, ICAO kod: OIBA) smještena je na otoku Abu Musa u Perzijskom zaljevu odnosno pokrajini Hormuzgan u južnom Iranu. Nalazi se na nadmorskoj visini od 7 m. Zračna luka ima jednu asfaltiranu uzletno-sletnu stazu dužine 2986 m, a koristi se za tuzemne i inozemne letove odnosno vojne svrhe. Vodeći zračni prijevoznici koji nudi redovne letove u ovoj zračnoj luci su Iran Air i Kish Air.

## Vanjske poveznice
- (engl.) [neaktivna poveznica]
- (engl.) DAFIF, Great Circle Mapper: AEU